# クイーン・エリザベス級戦艦
クイーン・エリザベス級戦艦 (Queen Elizabeth-class Battleship) は、イギリス海軍が運用した超弩級戦艦。5隻が建造された。本級は、戦艦として主砲に15インチ砲を初めて搭載した。戦艦と巡洋戦艦の中間的性能をもち、高速戦艦の原型ともいえる。またイギリス戦艦として最初に石油専燃式機関を採用した。
第一次世界大戦で実戦投入され、ユトランド沖海戦で活躍した。戦間期に幾度か近代化改装を実施した。3隻（クイーン・エリザベス、ウォースパイト、ヴァリアント）は塔形艦橋への改装などで艦容が一変した。2隻（バーラム、マレーヤ）は、第一次大戦時の姿を色濃くのこした。第二次世界大戦でもイギリス海軍の主力艦として運用され、大西洋の戦いや地中海戦線で活躍した。

## 経緯
主砲に13.5インチ（34.3cm）砲を搭載した超弩級戦艦「オライオン級」でドイツ海軍に差をつけたイギリス海軍が次なる布石として、既存の超弩級戦艦を上回る強力な火力の戦艦を配備することによってドイツ海軍への圧倒的優位を確立することを主眼において設計された。本級が設計されたときには、日本海軍がイギリスに発注した巡洋戦艦「金剛」（1911年1月起工）で、ヴィッカース製の45口径14インチ砲が採用されていた。アメリカ海軍でも、ニューヨーク級戦艦で同砲を採用した。ドイツ海軍も巡洋戦艦マッケンゼン級の主砲に35センチ砲を計画し、バイエルン級戦艦では15インチ砲を搭載予定だった。それらを凌駕するものとして「Mark.1 15インチ砲」が選択された。この砲は設計時には未完成であったが、当時の海軍大臣ウィンストン・チャーチルの強力なる後押しにより、主砲が未成状態で砲塔や船体の設計を始めるという弩級戦艦時代以後では前例のない方法を用い、竣工を早めた。

## コンセプト

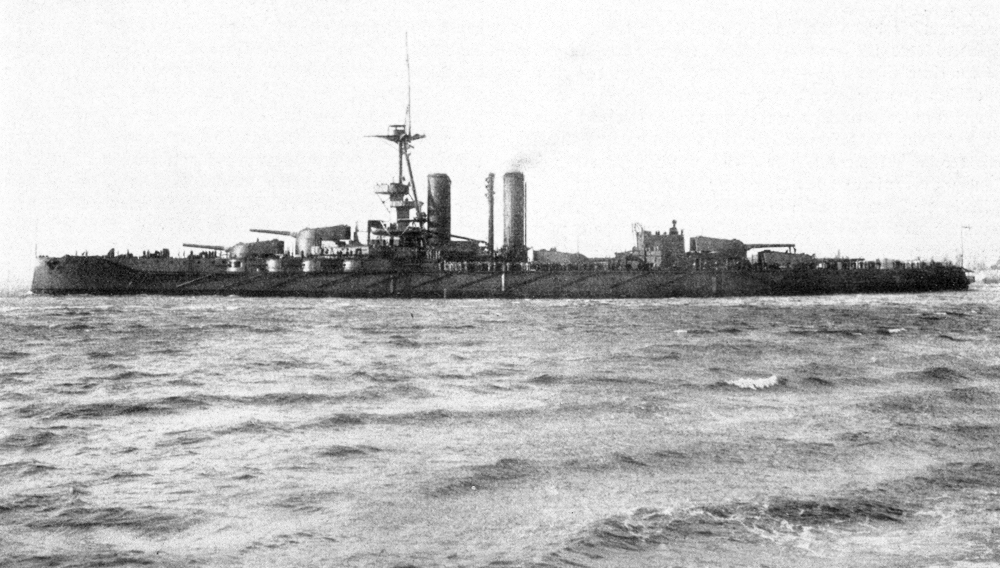
前級である「アイアン・デューク」。

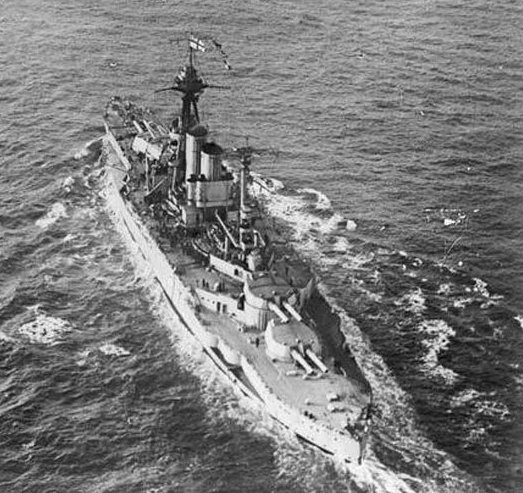
竣工当時の「クイーン・エリザベス」。前級で主砲塔があった場所を機関区に充てたことが明確にわかる。

主砲の重量増加に伴い、前級のアイアン・デューク級のように主砲塔を5基とすると重量過大となるので、中央部に主砲塔を配置するのをやめ、前部に2基・後部に2基の計4基の配置に改めた。中央部砲塔に充てていた空間は機関区の増大に充て最大出力を引き上げ速度向上を得た。
加えて、新開発の重油専焼缶を採用したことにより高速化を図れた。重油は石炭よりも遥かに燃焼効率がよく、同じトン数ならば航続距離を40%も伸ばせた。これも海軍大臣チャーチルの功績であった。
しかし「速力こそ最大の防御」という発想に基づき、防御は対13.5インチ防御の域を出ず、対15インチ完全防御とは言えなかった。これは後々にまで本級の戦闘に響いた。しかし当時の仮想敵に対して垂直防御装甲330mmは必要にして十分な厚みであった。竣工当時、世界最強の戦艦と称された。
これらの工夫により本級は戦艦でありながら高速力と巡洋艦並の航続性能も兼ね揃えた主力艦として後の高速戦艦の祖となった。

## 艦形について

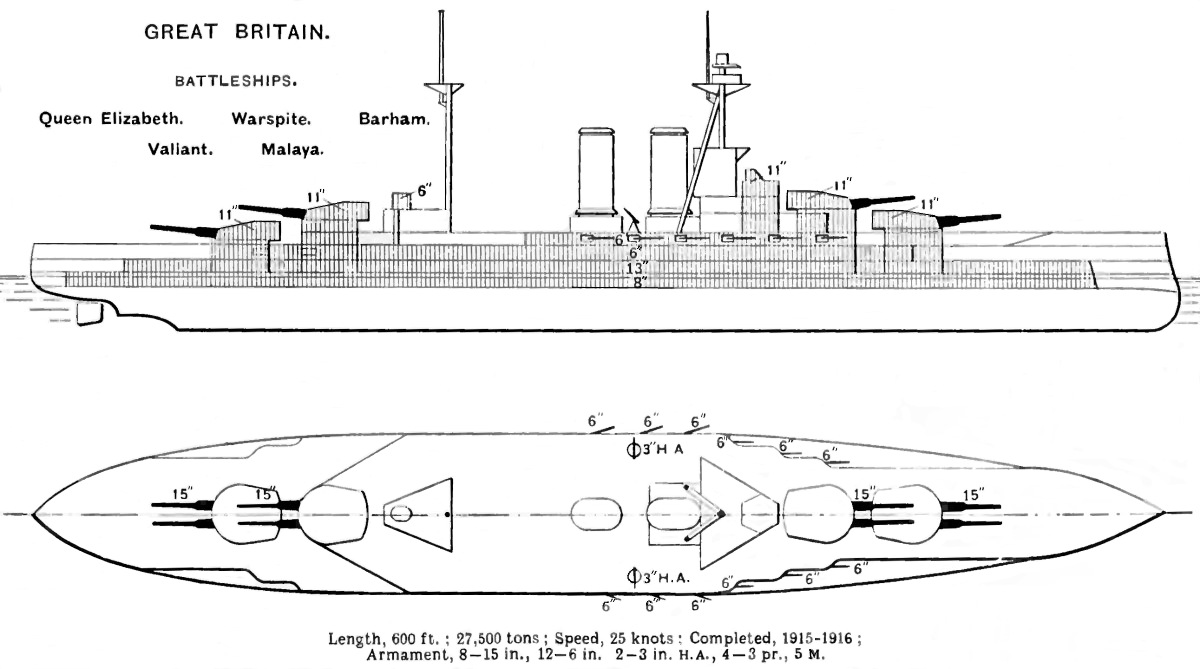
武装・装甲配置図

クイーン・エリザベス級の船体形状は長船首楼型船体を採用している。水面下に浮力確保の膨らみを持つ艦首から艦首甲板上に「Mark I 38.1 cm（42口径）砲」を連装式の主砲塔に収めて背負い式に2基を配置。2番主砲塔の基部から甲板よりも一段高い艦上構造物が始まり、その上に操舵装置を組み込んだ司令塔が立つ。天蓋部に測距儀を乗せた司令塔の背後から、三脚式の前部マストが立つ。構成は頂上部に射撃方位盤室を持ち、中部に三段の見張り所をもっていた。前部マストの後部に1本煙突が立ち、左右舷側甲板上が艦載艇置き場となっており、単脚式の後部マストを基部とするクレーン1本により運用された。後部マストの後方に後部司令塔が立つ。後部甲板上に3番主砲塔の基部で船首楼は終了し、4番主砲塔は後部甲板上に直に配置する後ろ向き背負い式配置であった。
副砲である「Mark XII 15.2 cm（45口径）速射砲」は前級同様に舷側ケースメイト（砲郭）配置である。2番主砲塔の側面から舷側に単装で前方3基・舷側3基で6基を配置し、舷側配置と別個に甲板上に防盾付きで片舷1基ずつを配置した。これにより片舷7基の計14基を装備した。この武装配置により前方向に最大で38.1 cm砲4門と15.2 cm砲6門、後方向に38.1 cm砲4門、左右方向に最大で38.1 cm砲8門と15.2 cm砲7門を向けることが出来たが甲板上の2基は波浪の被害があったために後に撤去されて副砲は12基となった。

## 主砲

イギリスの超弩級戦艦に搭載された15インチ砲を基にした、砲塔の装填と発射のアニメーション図解

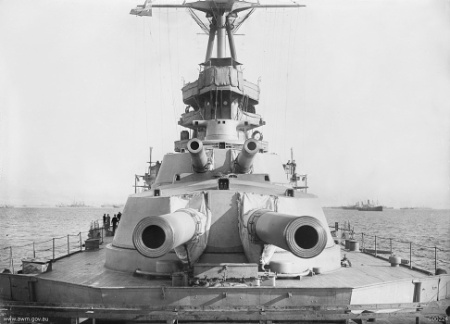
「クイーン・エリザベス」の前部主砲塔

新設計の「Mark I 38.1 cm（42口径）砲」を連装砲塔に納めた。重量871 kgの主砲弾を最大仰角20度・俯角5度で最大射距離22,850 m前後まで到達させ、射距離13,582 mで舷側装甲305 mmを、射距離18,020 mで279 mmを貫通できる性能であった。
装填機構は自由角度装填で最大仰角・俯角の間で装填でき、発射速度は竣工時は毎分2発であった。砲身の仰俯は蒸気ポンプによる水圧駆動であり補助に人力を必要とした。砲塔は左右各150度の旋回が可能であった。
1番艦「クイーン・エリザベス」の主砲を管制する射撃指揮装置は、自艦と目標艦との間の距離変化率を求めるドゥマリック（Dumaresq）計算尺が付いたファイア・コントロール・テーブル（FCT:Fire Control Table）Mk. IVであった。
FCTは、第一次世界大戦前に英海軍士官F. C. ドライヤー（F. C. Dreyer）によって開発され、ドライヤー・テーブル（DT:Dreyer Table）とも呼ばれた機械式距離計算機である。最初のバージョンであるFCT Mk. Iは戦艦「ドレッドノート」のほか、初期の弩級戦艦10隻以上に装備された。
19世紀末に開発された測距儀（Range Finder）は自艦から目標艦までの距離を正確に測定できる画期的な装置であったが、自艦・目標艦とも高速で移動するため、測距時と発砲時との間に変化する距離を把握しておく必要性などから、FCTが開発されたのである。
FCT Mk. IV*が2番艦以降に装備され、「クイーン・エリザベス」も1920年前後に換装した。目標を照準する方位盤も第一次大戦頃には現代の方位盤に近い形態で完成しており、測距儀とともに前檣および司令塔上に設置された。
さらにFCTを小型化したタレット・テーブル（Turret Table）と称する装置及び測距儀が各砲塔に装備され、中央射撃指揮所の管制を受けずに、各砲塔が独立して射撃する事も可能であった。
「クイーン・エリザベス」「ウォースパイト」「ヴァリアント」の3艦については、1937～1940年の改装時に砲塔をMk. IからMk. I/Nに改修して最大仰角が30度になり、最大射程は30,000ヤード（27,420 m）前後に延伸した。
1942年初めまでに主砲管制用284型射撃指揮レーダーが装備され、さらに高角砲管制用に測距儀/285型射撃指揮レーダー付き方位盤が装備されている。
| 射距離       | 仰角  | 落角  | 存速(m/s) | 対垂直甲鈑 |
| ------------ | ----- | ----- | --------- | ---------- |
| 1,920 yards  | 1.0°  | 1.0°  | -         | -          |
| 5,000 yards  | 2.6°  | 3.0°  | 632       | -          |
| 8,629 yards  | 5.0°  | 6.0°  | -         | 406mm      |
| 10,000 yards | 5.9°  | 7.3°  | 541       | -          |
| 14,853 yards | 10.0° | 13.0° | -         | 305mm      |
| 15,000 yards | 10.1° | 13.6° | 468       | -          |
| 19,707 yards | 15.0° | 21.0° | -         | 279mm      |
| 20,000 yards | 15.6° | 22.3° | 420       | -          |
| 23,734 yards | 20.0° | 29.0° | -         | 229mm      |
| 25,000 yards | 22.5° | 32.7° | 401       | -          |
| 29,000 yards | 30.1° | -     | 404       | -          |

| 射距離       | 仰角  | 落角  | 存速(m/s) | 対垂直甲鈑 | 対水平甲鈑 |
| ------------ | ----- | ----- | --------- | ---------- | ---------- |
| 5,000 yards  | 2.6°  | 2.7°  | 653       | -          | -          |
| 10,000 yards | 5.6°  | 6.6°  | 582       | 422mm      | 32mm       |
| 15,000 yards | 9.3°  | 11.7° | 521       | 353mm      | 50mm       |
| 20,000 yards | 13.8° | 18.3° | 474       | 297mm      | 72mm       |
| 25,000 yards | 19.2° | 26.3° | 445       | 259mm      | 121mm      |
| 30,000 yards | 26.1° | 35.6° | 437       | 229mm      | 145mm      |
| 32,500 yards | 30.5° | 40.7° | 441       | -          | -          |

### 副砲、その他備砲、雷装等

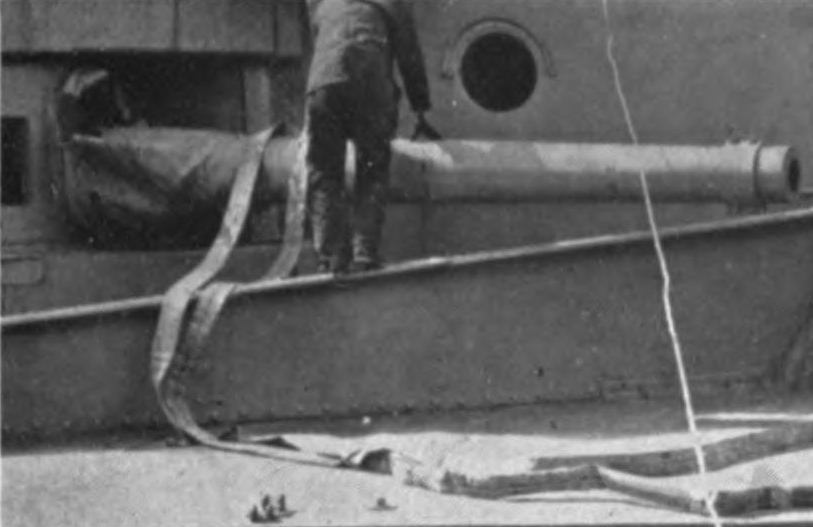
「ウォースパイト」の副砲

副砲については参戦前に2度の改装で大きく変更されている。副砲には「Mark XII 15.2 cm（45口径）速射砲」を14基（「クイーン・エリザベス」は16基）採用した。その性能は重量45.36 kgの砲弾を最大仰角14度で射距離12,344 mまで届かせる事ができる性能であった。
装填機構は自由角度装填で仰角14度から俯角7度の間で装填でき、発射速度は竣工時は毎分5～7発であった。砲身の仰角は15度・俯角5度で動力は人力とした。旋回角度は120度であった。
及び、3インチ（7.6 cm）単装高角砲2基を装備した。
一部の艦ではこれらを撤去し、俯仰角範囲が広くて（最大仰角80度）、高発射速度（12発/分）の45口径4.5インチ（11.4 cm）連装両用砲または45口径4インチ（10.2 cm）連装高角砲で対空防御を強化している。
その他に、対戦艦用に、53.3 cm水中魚雷発射管を単装で4門を装備した。

## 機関
1912年度計画のクイーン・エリザベス級は25ノットの高速戦艦として計画され、アイアン・デューク級の2.6倍にあたる75,000馬力の主機関が必要とされた。
攻防力完備の戦艦に大出力機関を搭載するため、主力艦として初めて重油専燃缶を採用して主機関の大出力化と重量・スペースの軽減を図った。主缶の蒸気性状は圧力235PSI/飽和温度で、従来艦と変わらない。本級以降の英主力艦の主缶はすべて重油専燃缶になった。
重油専燃缶はすでに駆逐艦では実用されていたが、大艦での実用試験を経ず本級に採用したのは、ジョン・アーバスノット・フィッシャー提督の強い主張によるものだった。重油専燃方式は前記の利点に加えて次のメリットが挙げられる。
1. 搭載量が同じなら重油は石炭より航続距離を大きくできる。
2. より短時間での増速が可能で、速力維持も容易である。
3. 機関科の人員が削減できる。
4. 石炭搭載作業に比して燃料補給が簡単で所要時間も短い。
5. 淡煙淡火により相手方から発見されずに接敵できる。

主缶は大径水管缶24基で、「クイーン・エリザベス」「マレーヤ」「ヴァリアント」の3艦はB＆W缶を、「バーラム」と「ウォースパイト」はヤーロー缶を搭載した。これらは前方から順に設けた第1～第4缶室に、各室6基ずつ設置された。
主機は直結タービン2組(4軸推進)で、「クイーン・エリザベス」「マレーヤ」「ウォースパイト」がパーソンズ式を、残りの2艦がブラウン・カーチス式を搭載した。

## 航空兵装
英国ではレーダーの発達や空母搭載機の威力増大を背景に、戦艦の航空兵装を否定する意見が強く、他の戦艦と同様にクイーン・エリザベス級も1943年前後には水偵を陸揚げしている。

## 活動歴

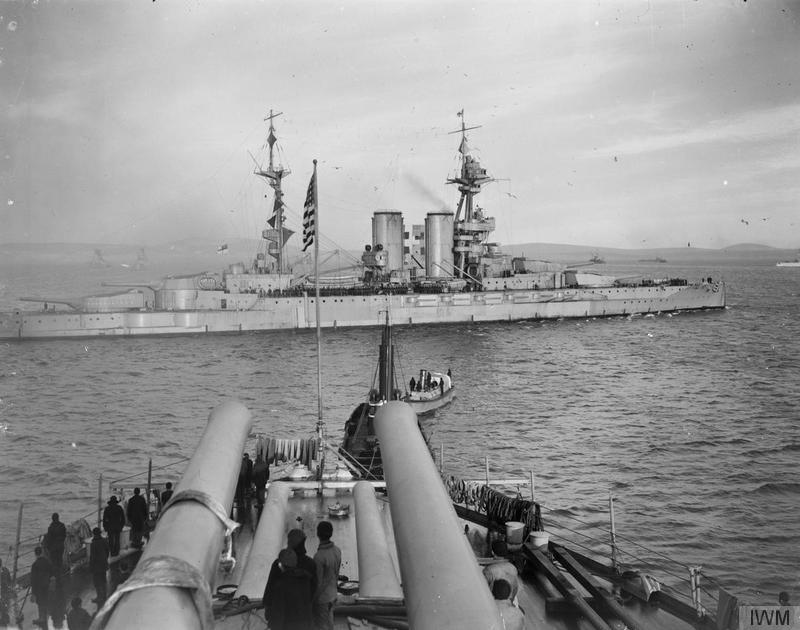
竣工当時の「クイーン・エリザベス」。米戦艦「ニューヨーク」より撮影

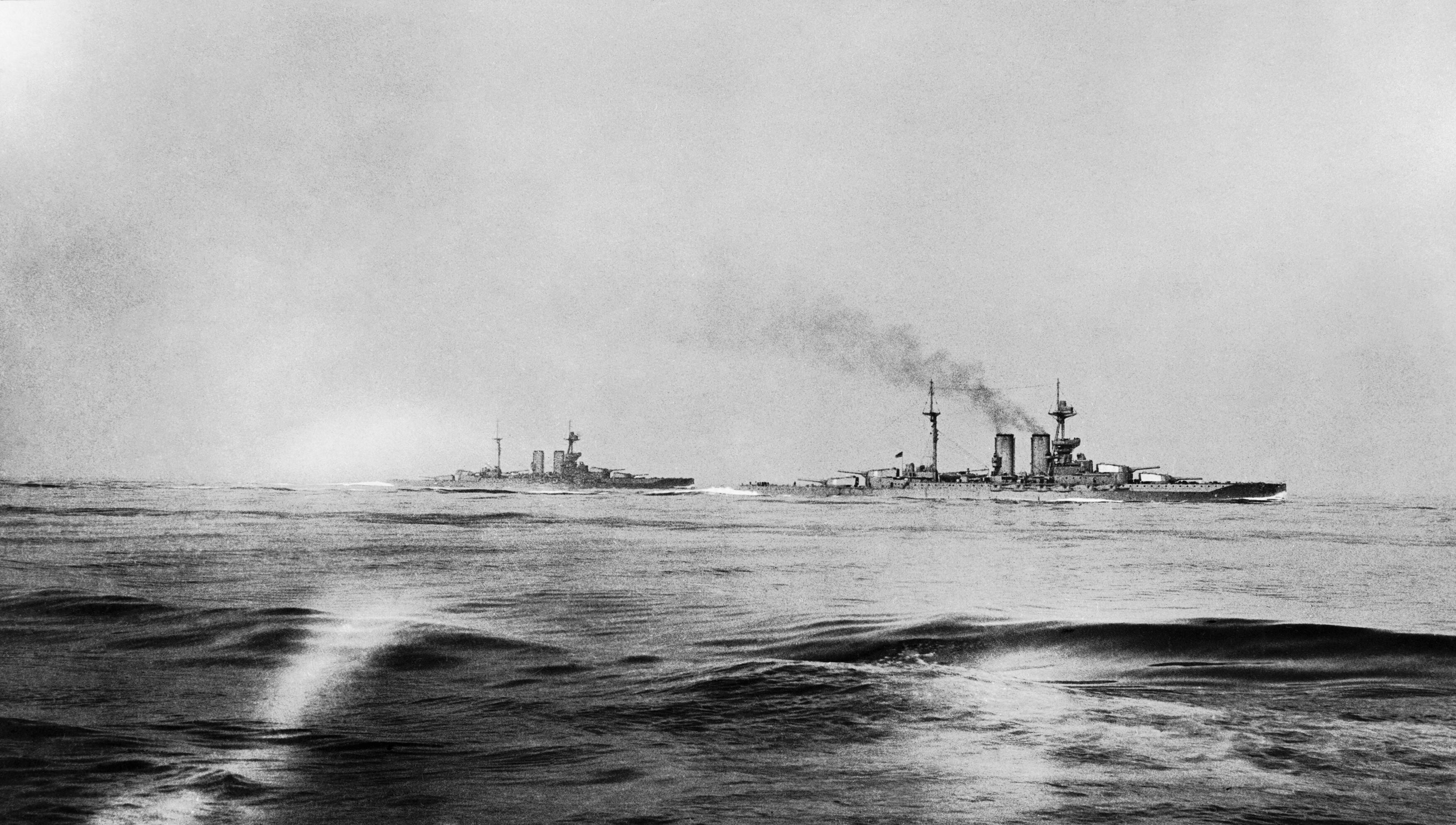
ユトランド沖海戦時の「ウォースパイト」「マレーヤ」

世界大戦勃発以前の計画では、イギリスの予算で4隻、英連邦カナダの寄付で3隻、英領マレーの寄付で1隻を建造し、ジブラルタルを拠点とする機動艦隊を編制する予定だったという。1914年7月末に第一次世界大戦が勃発する。クイーン・エリザベス級は建造中止艦の艦名が「エジンコート」に流用されたほか、5隻が第一次世界大戦中に竣工し、第5戦艦戦隊に編入されてグランドフリートに配属された。開戦後、「クイーン・エリザベス」はオスマン帝国を攻略するためのガリポリ上陸作戦に投入され、多数の前弩級戦艦を率いた。ユトランド沖海戦時、「クイーン・エリザベス」は修理中で、第5戦戦隊の4隻（バーラム、ウォースパイト、ヴァリアント、マレーヤ）はビーティー提督が率いる巡洋戦艦戦艦（旗艦「ライオン」）に編入されていた。第5戦艦戦隊は臨時編入部隊であったためビーティー提督の信号を見落としたり、「ウォースパイト」が大破して舵の自由を失うなどの危機に陥ったが、沈没艦はなかった。以降はグランドフリートの中核として活躍し、ドイツ大洋艦隊の自沈を見届けた。
1921年5月8日、日本の皇太子裕仁親王（のちの昭和天皇）が訪英の際、「クイーン・エリザベス」に乗艦した。ワシントン海軍軍縮条約でも保有が認められ、イギリス海軍の主力艦であり続けた。

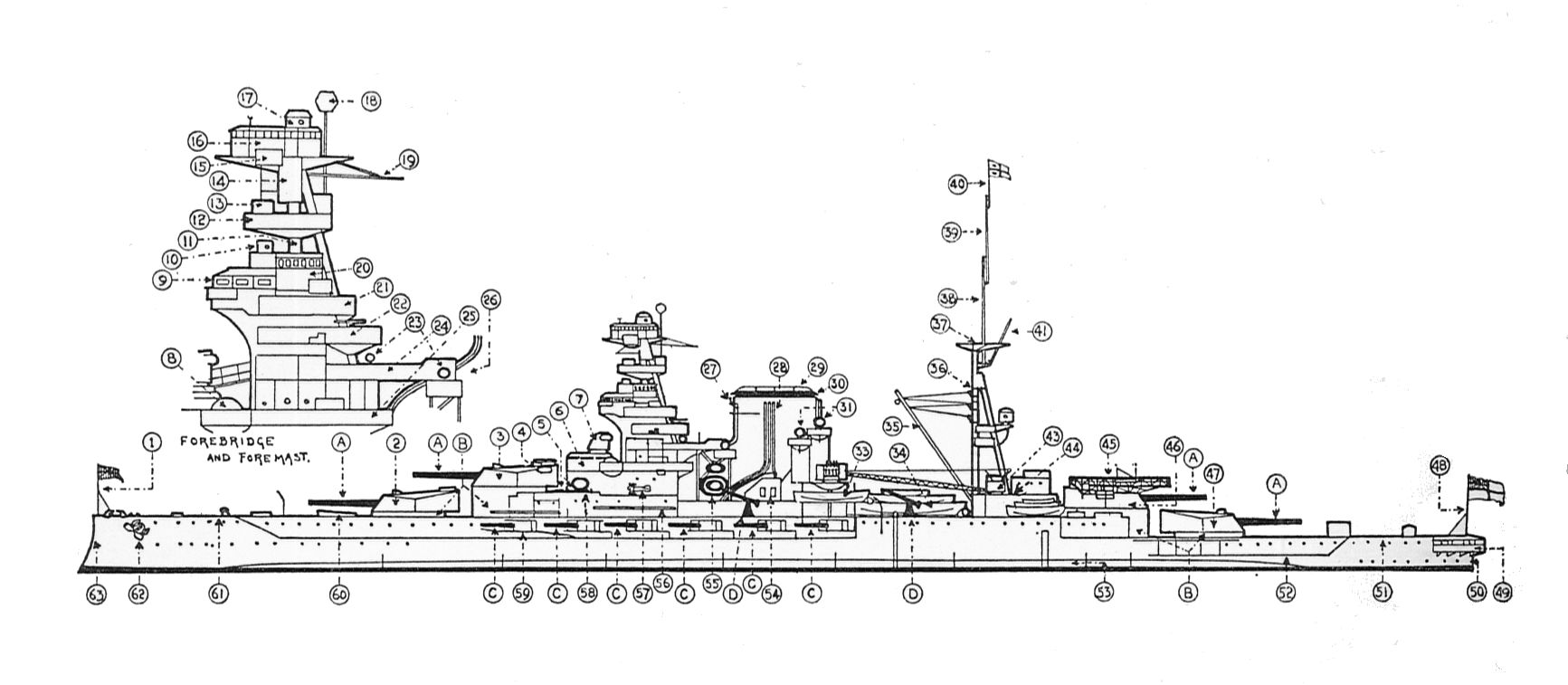
第1次近代化改装後の側面図

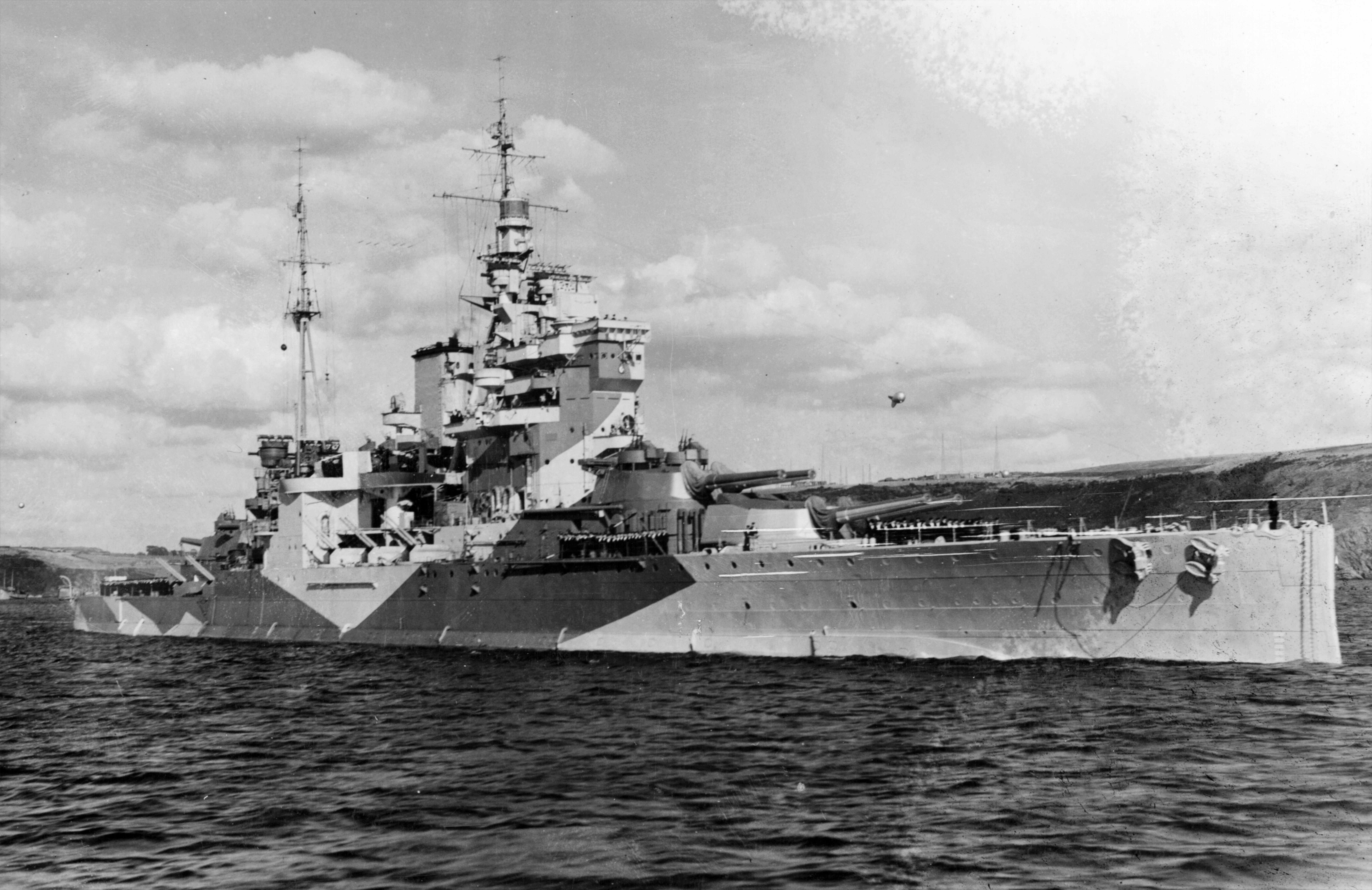
第2次近代化改装後の「クイーン・エリザベス」

1926年から1927年にかけて第1次近代化改装を行った。1937年5月20日のスピッド・ヘッド沖で行われたジョージ6世戴冠記念観艦式に地中海艦隊のパウンド大将旗艦として本国艦隊旗艦の「ネルソン」等とともに参列し、昭和天皇名代の秩父宮雍仁親王夫妻を招待した。「クィーン・エリザベス」と「ヴァリアント」は同年8月にポーツマス工廠で姉妹艦「ウォースパイト」に準じた第2次近代化改装に着手。しかし工事は第二次世界大戦の勃発と独空軍による空爆で遅延し、「バーラム」と「マレーヤ」の改装は中止された。
1930年代中盤以降、イギリス海軍では新世代戦艦としてキング・ジョージ5世級戦艦5隻の建造とライオン級戦艦の設計が進み、極東のシンガポール海軍基地では主力艦を修理可能な乾ドックが完成した（シンガポール戦略）。海軍本部は新型戦艦を本国艦隊や地中海艦隊にとどめ、旧式ながら近代化改装された本級5隻をシンガポールに配置し、イギリス太平洋艦隊を新編して中国大陸の権益を守る予定だったという。有事の場合は、オーストラリア海軍とニュージーランド海軍も合流して日本海軍に対抗する手筈であった。

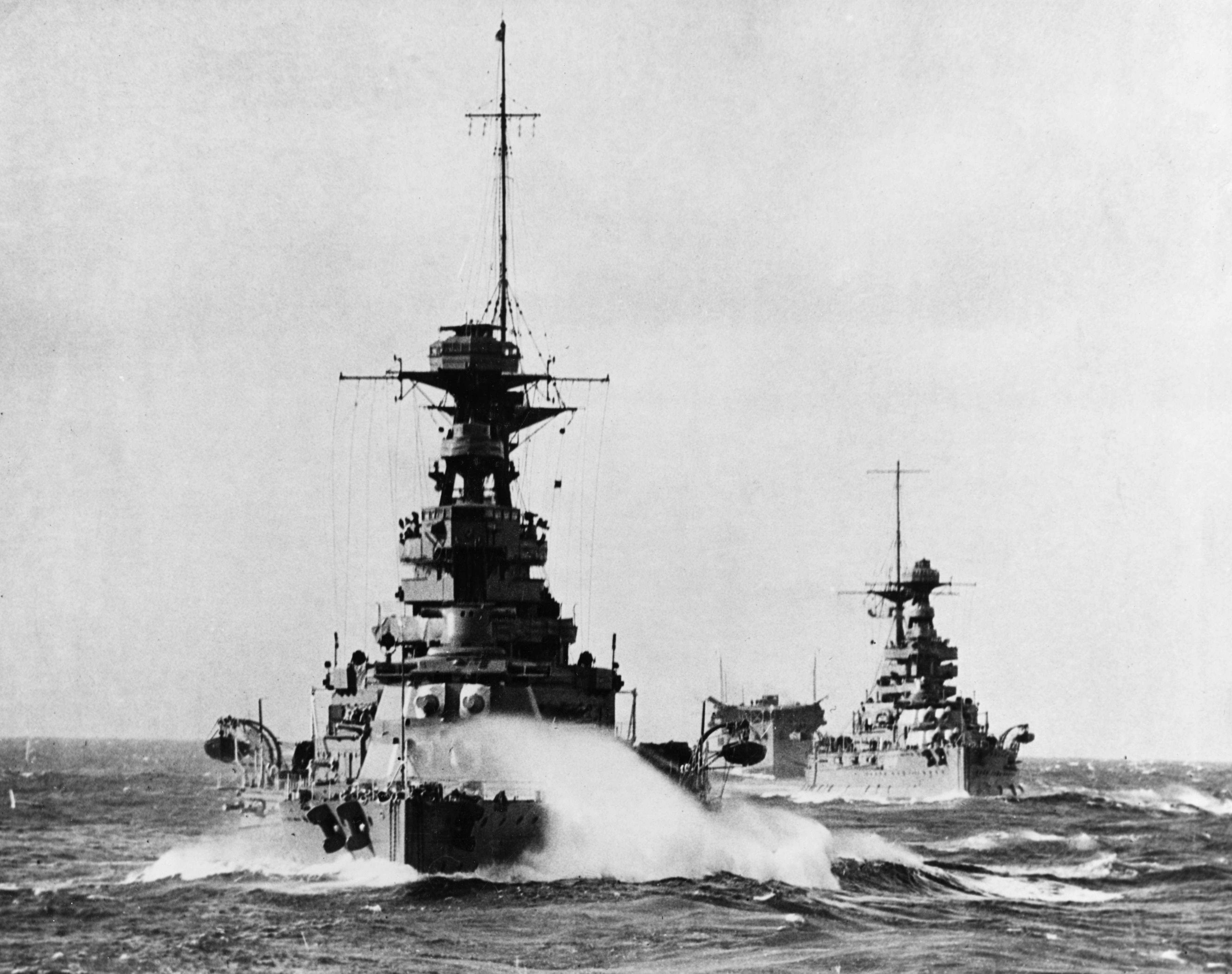
手前から「バーラム」「マレーヤ」、空母「アーガス」

第二次世界大戦においては、「ウォースパイト」が第2次ナルヴィク海戦でドイツ海軍の駆逐艦部隊を相手に大勝利をおさめ、地中海戦線ではマタパン岬沖海戦でクイーン・エリザベス級3隻（ウォースパイト、バーラム、ヴァリアント）がイタリア海軍のザラ級重巡洋艦3隻と駆逐艦2隻を撃沈するなど、各戦線で活躍した。

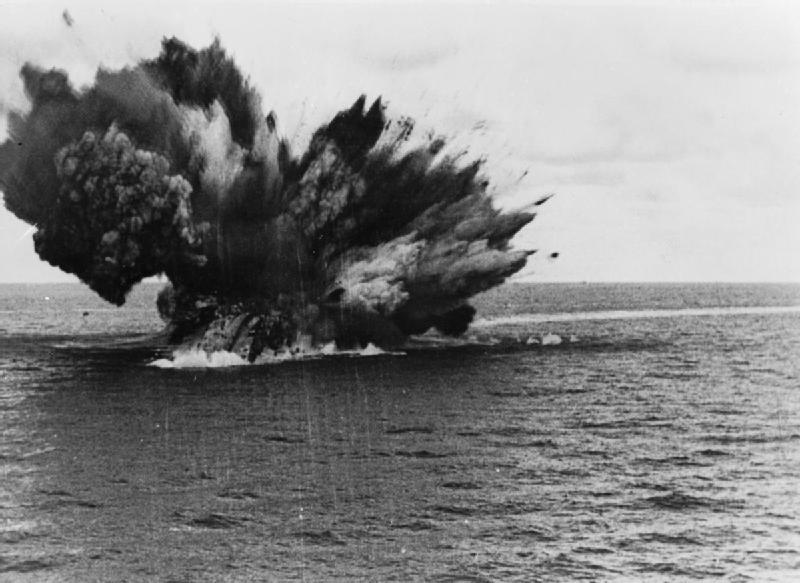
爆沈する「バーラム」

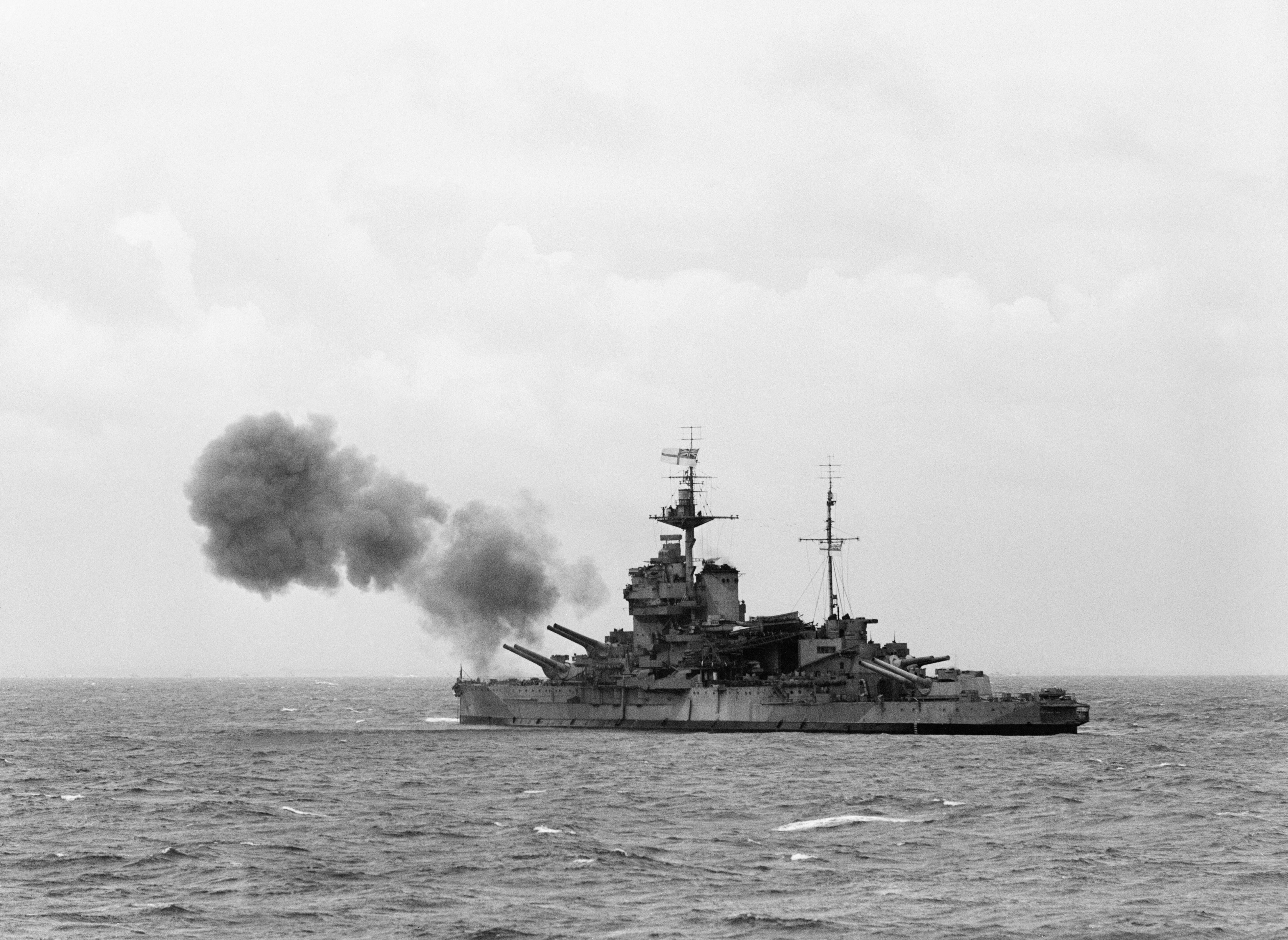
ノルマンディー上陸作戦を支援する「ウォ－スパイト」

しかし数多くの被害も受けた。「ウォースパイト」はクレタ島の戦いでJu 87の急降下爆撃で大破、サレルノ上陸作戦でフリッツXの攻撃で大破した。1941年11月25日、「バーラム」が独潜「U-331」の雷撃により撃沈された。1941年12月19日、アレクサンドリア港内に停泊中の本級2隻（クイーン・エリザベス、ヴァリアント）とともにイタリア潜水艦「シレ」から発進した人間魚雷「ピグ」SLC-223の攻撃を受けて港湾内部で大破着底した（アレクサンドリア港攻撃）。1944年8月、「ヴァリアント」はセイロン島で入渠修理中に事故で大破、修理を試みたものの現役には復帰できなかった。終戦後、残存艦4隻はスクラップとして売却された。
クイーン・エリザベス級の主戦場は地中海だったが、各種レーダーを筆頭に優秀な装備を活用してイタリア艦隊に常に積極的作戦を展開し、戦局を有利に導いた功績は大きい。イギリス戦艦の中で最もよく働き、最も消耗したクラスである。

## 同型艦
- クイーン・エリザベス (HMS Queen Elizabeth)  ：1915年1月15日竣工
- ウォースパイト (HMS Warspite) ：1915年3月19日竣工
- バーラム (HMS Barham)  ：1915年10月19日竣工、1941年11月25日戦没
- ヴァリアント （HMS Valiant) ：1916年2月19日竣工
- マレーヤ (HMS Malaya) ：1916年2月1日竣工
- エジンコート (Agincourt) ：建造中止